# 克劳斯·曼
克劳斯·曼（Klaus Mann，1906年11月18日—1949年5月21日），是一位德国作家。

## 生平介绍
克劳斯·曼出生于慕尼黑，是德国作家托马斯·曼和妻子卡提亚的儿子。他的父亲是路德教派信徒，而他的母亲来自世俗的犹太人家庭。他于1924年开始写短篇小说，次年为柏林一家报纸写戏剧评论。并于1925年出版了他的第一部文学作品。
克劳斯·曼的早期生活很困难。他的同性戀取向使他对目标十分偏执，与他的父亲关系很不好。在不同的学校学习了很短时间后，他开始和比他年长一岁的姐姐艾莉卡·曼在世界各地游历，并于1927年访问了美国。1924年，他与儿时的朋友Pamela Wedekind订婚，Pamela是剧作家弗兰克·韦德金德的大女儿，也是他的姐姐艾丽卡的好朋友。1928年1月订婚解除。
1929年他与艾丽卡游历了北非。在这个时候，他们结识了瑞士作家和摄影师Annemarie Schwarzenbach，在后来几年仍然与他们关系紧密。克劳斯与Annemarie数次出国，最后一次是1934年去莫斯科参加作家代表大会。
1932年，克劳斯写了他的自传的第一部分，作品深受好评直到希特勒上台。1933年，克劳斯与艾里卡一起参加了政治歌舞表演Pepper-Mill，被纳粹政权注意。为了逃避起诉，1933年3月他离开德国来到巴黎，后来又去了阿姆斯特丹和瑞士。1934年11月克劳斯被纳粹政权剥夺了德国国籍，成为了捷克斯洛伐克公民。1936年，他移居到美国，住在普林斯顿和纽约。1937年夏天，他遇见了他的伴侣戏剧评论家Thomas Quinn Curtiss，Thomas为《綜藝》和《国际先驱论坛报》工作。克劳斯·曼在1943年成为美国公民。
第二次世界大战期间，他曾担任上士随美国军队于1945年夏天前往意大利，为《星条旗报》写报道。
克劳斯最有名的小说《梅菲斯特升官记》（Mephisto）写于1936年，在阿姆斯特丹首次出版。小说主人公是一位著名演员，他以前的姐夫演员Gustaf Gründgens认为这本小说就是在写自己，而且对他的人格和名誉进行了侮辱。因为法官有分歧，所以法院一直作不出判决，但又不准西德的出版社出版这本书。1963年Gründgens去世，西德在1965年首次出版小说。但Gründgens的继子提出抗议，继续上诉法院，1968年法院判决禁止出版本小说。1981年禁令解除，西德才终于得以出版这本小说。
1949年他因服用過量安眠药死于戛纳。他被埋葬在Cimetière du Grand Jas。

## 作品

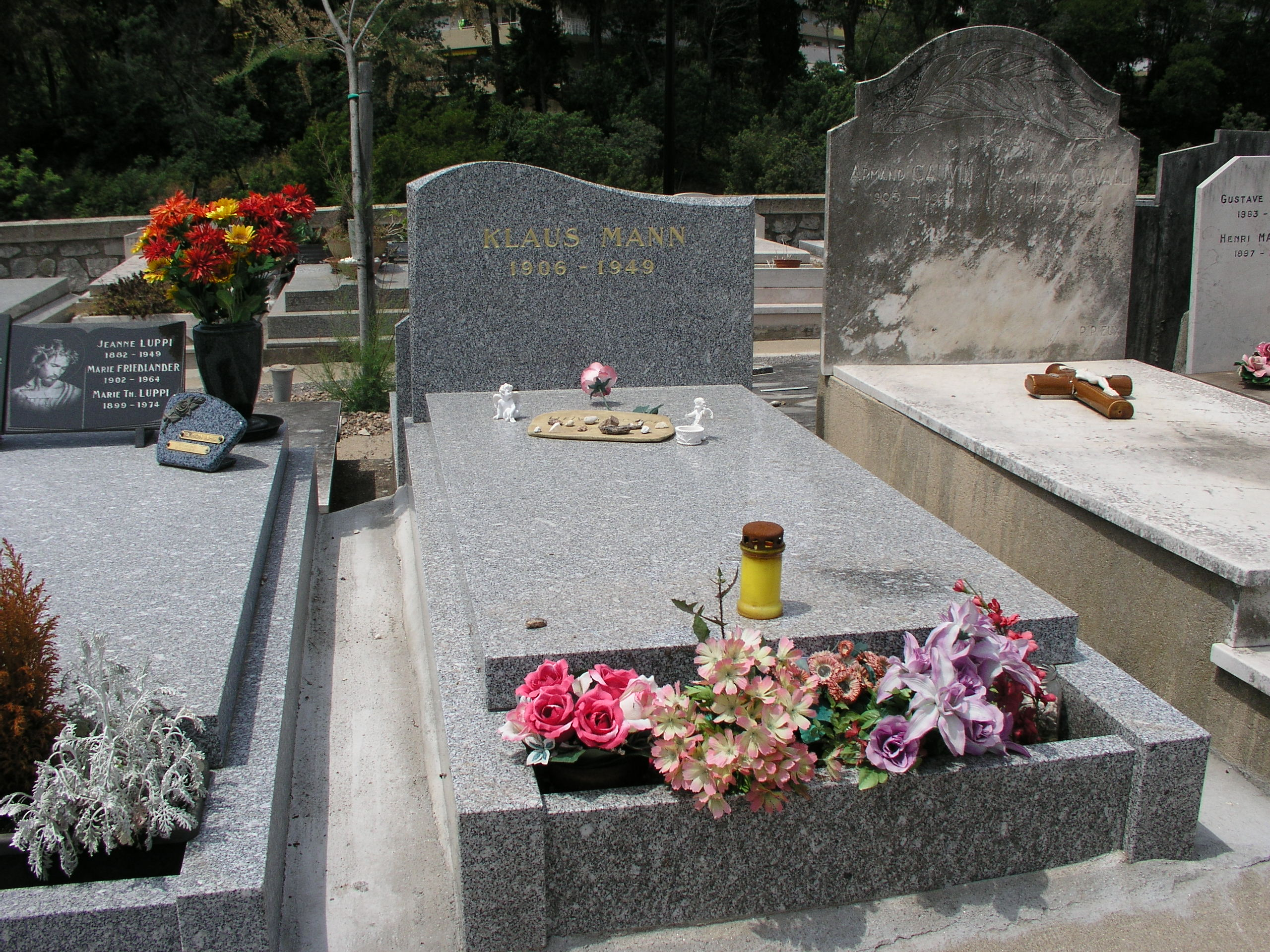
克劳斯·曼的坟墓

- Der fromme Tanz, 1925
- Anja und Esther, 1925
- Revue zu Vieren, 1927
- Kind dieser Zeit, 1932
- Treffpunkt im Unendlichen, 1932
- Journey into Freedom, 1934
- Symphonie Pathétique, 1935
- Mephisto, 1936
- Der Vulkan, 1939
- The Turning Point, 1942
- André Gide and the Crisis of Modern Thought, 1943

## 延伸阅读
1. Nicole Schaenzler: Klaus Mann. Eine Biographie. Campus Verlag, Frankfurt – New York 1999, ISBN 3-593-36068-3
2. Juliane Schicker. 'Decision. A Review of Free Culture' - Eine Zeitschrift zwischen Literatur und Tagespolitik. München: Grin, 2008. ISBN 978-3-638-87068-9
3. James Robert Keller. The Role of Political and Sexual Identity in the Works of Klaus Mann. New York: Peter Lang, 2001. ISBN 0-8204-4906-7

- German Writers in French Exile, 1933-1940, by Martin Mauthner (London: 2007), ISBN 9780853035404